# إيما ويليس
إيما ويليس هي لاعبة جمباز فني كندية، ولدت في 27 أغسطس 1992.

## روابط خارجية
- إيما ويليس على موقع الاتحاد الدولي للجمباز (licence) (الإنجليزية)
- إيما ويليس على موقع الاتحاد الدولي للجمباز (biography) (الإنجليزية)
- إيما ويليس على موقع اتحاد ألعاب الكومنولث (مؤرشف) (الإنجليزية)